# Франц Георг фон Валдщайн-Вартенберг
Франц Георг фон Валдщайн-Вартенберг, с рождено име Франц де Паула Йохан Йозеф Георг фон Валдщайн-Вартенберг (на немски: Franz de Paula Johann Joseph Georg Graf von Waldstein-Wartenberg, на чешки: František de Paula Josef Jiří Heřman Vojtěch Norbert Ignác František Serafinský Václav Jan Křtitel Jan Nepomuk Leonhard Waldstein-Wartenberg; * 24 април 1709, Прага; † 2 февруари 1771, Мюнхенгрец/Мнихово Храдище, Чехия) е бохемски благородник, граф на Валдщайн и Вартенберг и австрийски имперски таен съветник.

## Живот
Той е вторият син на граф Франц Йозеф фон Валдщайн-Вартенберг (1680 – 1722), имперски съветник и губернатор на Моравия (1717 – 1719), и съпругата му графиня Мария Маркета Чернин фон Худениц (1689 – 1725), дъщеря на граф Херман Якуб Чернин фон Худениц (1659 – 1710) и графиня Мария Йозефа Славата з Члуму а Козумберка (1667 – 1708).
На 1 май 1729 г. Франц Георг се жени във Виена за графиня Мария Йозефа Терезия фон Траутмансдорф (* 27 април 1704, Лайтомишл; † 12 октомври 1757, Прага), дъщеря на граф Франц Венцел фон Траутмансдорф (1677 – 1753) и графиня Мария Елеонора фон Кауниц (1682 – 1735). Тъстът му няма мъжки наследник и когато умира през 1753 г. той наследява от него имението Литомишъл. Градът става прочут по-късно като роден град на чешкия композитор Бедржих Сметана (1824 – 1884).
Франц Георг и по-големият му брат Франц Ернст (1706 – 1748) основават две фамилни линии. Франц Георг поема именията Требиц (Тршебич) в Моравия, Хруба Скала, Духцов (Дукс), Бохемия, Турнов (Турнау) и Свижани.
Франц Георг, като вдовец, влиза 1760 г. като монах в „ордена на капуцините“ и умира на 61 години на 2 февруари 1771 г. в Мюнхенгрец (Мнихово Храдище) в Чехия.

## Деца
Франц Георг и Мария Йозефа Терезия имат осем деца, от които шест порастват:
- Емануел Пхилиберт (* 2 февруари 1731, Виена; † 22 май 1775, Тршебич, Чехия), женен на 21 май 1754 г. в дворец Крумау за принцеса Мария Анна Терезия фон Лихтенщайн (1738 – 1814); имат 11 деца
- Мария Йозефа Анна Терезия Валбурга Леонарда Франциска (* 13 ноември 1732; † 11 ноември 1784)
- Мария Лудовика (* 11 ноември 1734; † 3 ноември 1794), омъжена на 14 юни 1756 г. за граф Франц Леополд Леслие (* 25 април 1727; † 21 декември 1774)
- Мария Франциска (* 11 септември 1736)
- Мария Амалия (* 11 май 1740; † 1 август 1740), близначка
- Мария Августа (*/† 11 май 1740), близначка
- Фридерика Мария Анна (* 6 януари 1742, Духцов (Дукс), Бохемия; † 27 януари 1803, Залцбург), омъжена на 9 януари 1763 г. в Пасау за граф Леополд фон Кюенбург (1741 – 1812)
- Георг Кристиан (* 14 април 1743, Прага; † 6 септември 1791, Лайтомишл), женен на 29 август 1765 г. в Инсбрук за графиня Анна Мария Елизабет Йохана Михаела Януария Улфелт (1747 – 1791); имат девет деца